# Storsteinfjellet
Der Storsteinfiellet ist eine Bergkette in der Kommune Narvik in Nordland in Norwegen. Der Fjellrücken ist gut 13 Kilometer lang. 

## Geographie
Die höchsten Erhebungen finden sich in seinem südöstlichen Teil. Den mit 1894 M. ü. M. höchsten Gipfel nennt man auch Kirkenne, gerne wird aber auch einfach die Bezeichnung Storsteinfjellet verwendet. Im Südwesten liegen ein Zwischengipfel (1815 m) und, gut einen halben Kilometer vom Hauptgipfel entfernt, der 1871 Meter hohe Südwestgipfel. Nördlich des Hauptgipfels befinden sich im Grat noch zwei 1789 m bzw. 1709 m hohe namenlose Gipfel. Vom Südwestgipfel zieht ein weiterer Gebirgskamm nach einer tiefen Scharte auf gut 1480 Höhenmetern zu drei unbenannten Bergen (1733 m, 1718 m  und 1641 m) in nordwestliche Richtung. Diesem Grat südlich vorgelagert ist der 1555 Meter hohe Berg Rienatčohkka; er ist durch einen 1353 m hohen vergletscherten Sattel vom Gipfel Pt. 1718 m getrennt. Dem Südwestgipfel des Storsteinfiellet südöstlich vorgelagert liegt ein weiterer namenloser Berg mit einer Höhe von 1622 Metern.
Fast der ganze Gipfelbereich ist von Gletschern umgeben, die Bergspitzen selbst sind aber nicht eisbedeckt. An der Südostflanke zwischen den beiden Hauptgipfeln liegt der Storsteinfjellet-Gletscher, der mit dem an der Nordseite liegenden Sealggajiekna zusammenhängt. Die Bezeichnung Storsteinfjellet-Gletscher wird gerne für die gesamte Gletschermasse genommen, welche die Bergkette bedeckt, die aber aus mehreren, meist namenlosen Gletschern und Toteisfeldern besteht. Der Gletscheratlas führt nicht weniger als 15 mit Nummern versehene Eisflächen auf.
Alle Eisflächen entwässern in das Wassersystem der Skjoma. Nördlich der Bergkette liegen die Seen Leirvatnet und Sealggajávri (bzw. Sælkajavrre), auf der gegenüberliegenden Seeseite befindet sich der Berg Ristačohkka (1689 m). Im Süden des Storsteinfiellet fließt der Fluss Čunojohka über das Norddalen (hier als Nordelva) nach Westen in die Skjoma, südlich des Tals liegt die Bergkette mit dem Ippoćohkka (1727 m). Im Westen liegt der See Lossivatnet und das Tal Rienatvággi, das den Storsteinfiellet von den Bergen Rienatćohkka (1666 m; nicht zu verwechseln mit dem oben genannten Nebengipfel) und Huinnarćohkka (1788 m) trennt.